# Andreu Alfaro

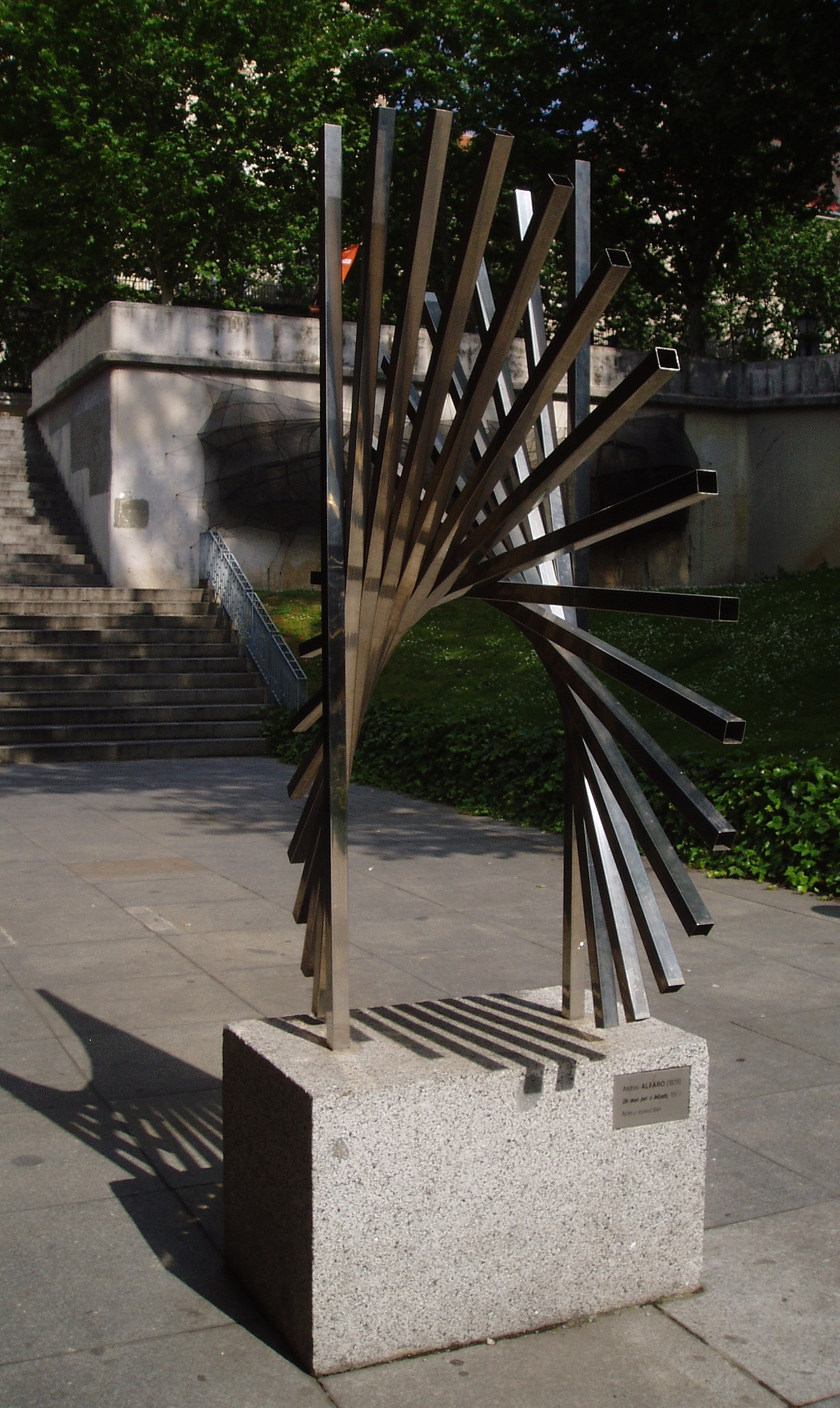
Un món per a infants (1971), Madrid

Andreu Alfaro Hernández (* 5. August 1929 in Valencia; † 13. Dezember 2012 ebenda) war ein spanischer Bildhauer und Zeichner.

## Leben und Werk
Alfaro begann seine künstlerische Laufbahn als Maler und Zeichner und hatte schon 1957 und 1958 erste Einzelausstellungen. Seit 1958 widmete er sich fast ausschließlich der Skulptur.
In den sechziger Jahren begann er, mit industriellen Materialien wie Stahl und Aluminium zu arbeiten, inspiriert durch Arbeiten von Jorge Oteiza.
Die siebziger Jahre waren von einer Reduktion der Form auf geometrische Grundstrukturen geprägt, häufig in serieller Wiederholung, wie es für den Minimalismus typisch ist. Die scheinbare Bewegung der Skulptur, die der Betrachter unter Wechsel der Perspektive wahrnimmt, trennt Alfaro jedoch von dieser Kunstrichtung.
In den achtziger Jahren experimentierte er mit solch unterschiedlichen Materialien wie Eisendraht und Marmor. Wie kaum ein anderer zeitgenössischer Künstler setzte er sich mit dem Werk Goethes auseinander und schuf dazu mehr als 100 Arbeiten, darunter einen eigens für das Goethe-Jahr konzipierten Zyklus mit Lithographien zu den Römischen Elegien und abstrakt-figurative Skulpturen, die den Dichter und seine Freunde und Zeitgenossen porträtieren.
Charakteristisch für Alfaros Werk ist das Zusammenspiel zwischen (einer häufig kreis- oder wendelförmigen) Fläche einerseits und Linien andererseits.
1995 repräsentierte Alfaro mit dem Maler Eduardo Arroyo auf der 46. Biennale von Venedig Spanien.
Andreu Alfaro lebte und arbeitete in Valencia.

## Auszeichnungen und Ausstellungseinladungen
- 1964 Goldmedaille des V. Internationalen März-Salons von Valencia
- 1966 Einladung zur Biennale von Venedig (ebenso 1976 und 1995)
- 1967 Salon de la Jeune Sculpture (ebenso 1968 und 1969)
- 1971 Symposion Urbanum, Nürnberg
- 1980 Preis Jaume I
- 1981 Spanischer Nationalpreis für Plastische Kunst
- 1982 Preis Creu de Ant Jordi, Barcelona
- 1991 Alfons-Roig-Preis für Bildhauerei der Stadt Valencia
- 1995 Preis Tomás Francisco Prieto der Stiftung Casa de la Moneda, Madrid

## Werke im öffentlichen Raum
Monumentale Arbeiten von Andreu Alfaro finden sich hauptsächlich im öffentlichen Raum in Spanien (Madrid, Valencia (Deutsche Schule Valencia), Barcelona, Burgos und Terrassa), aber auch in Mainz, Frankfurt am Main, Köln, Nürnberg, Mülheim an der Ruhr sowie in New York.
Ein bedeutendes Werk, Lebenskraft, steht in Mainz, der deutschen Partnerstadt von Valencia, vor dem Rathaus auf dem Jockel-Fuchs-Platz.

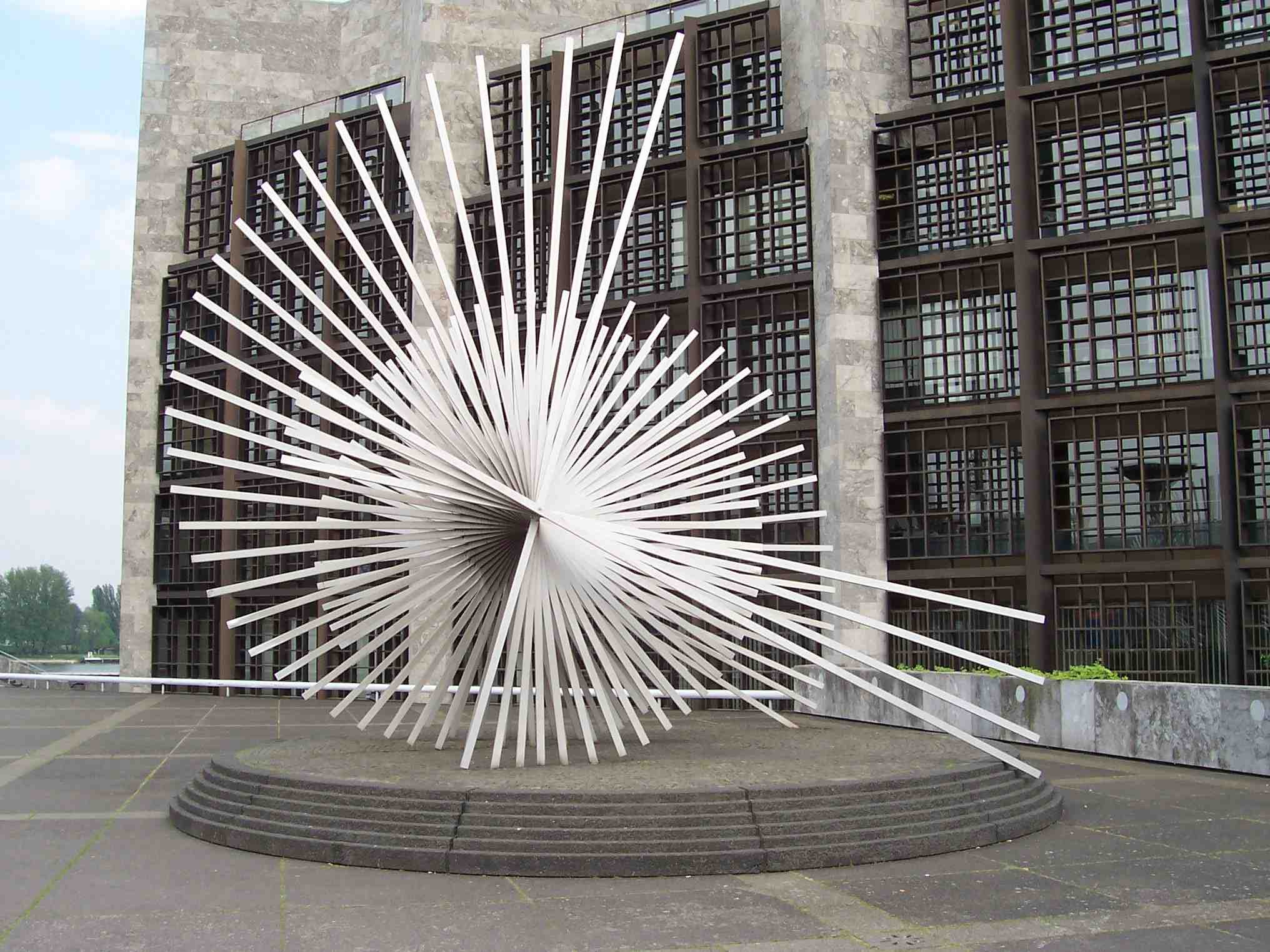
Lebenskraft (1979), vor dem Mainzer Rathaus
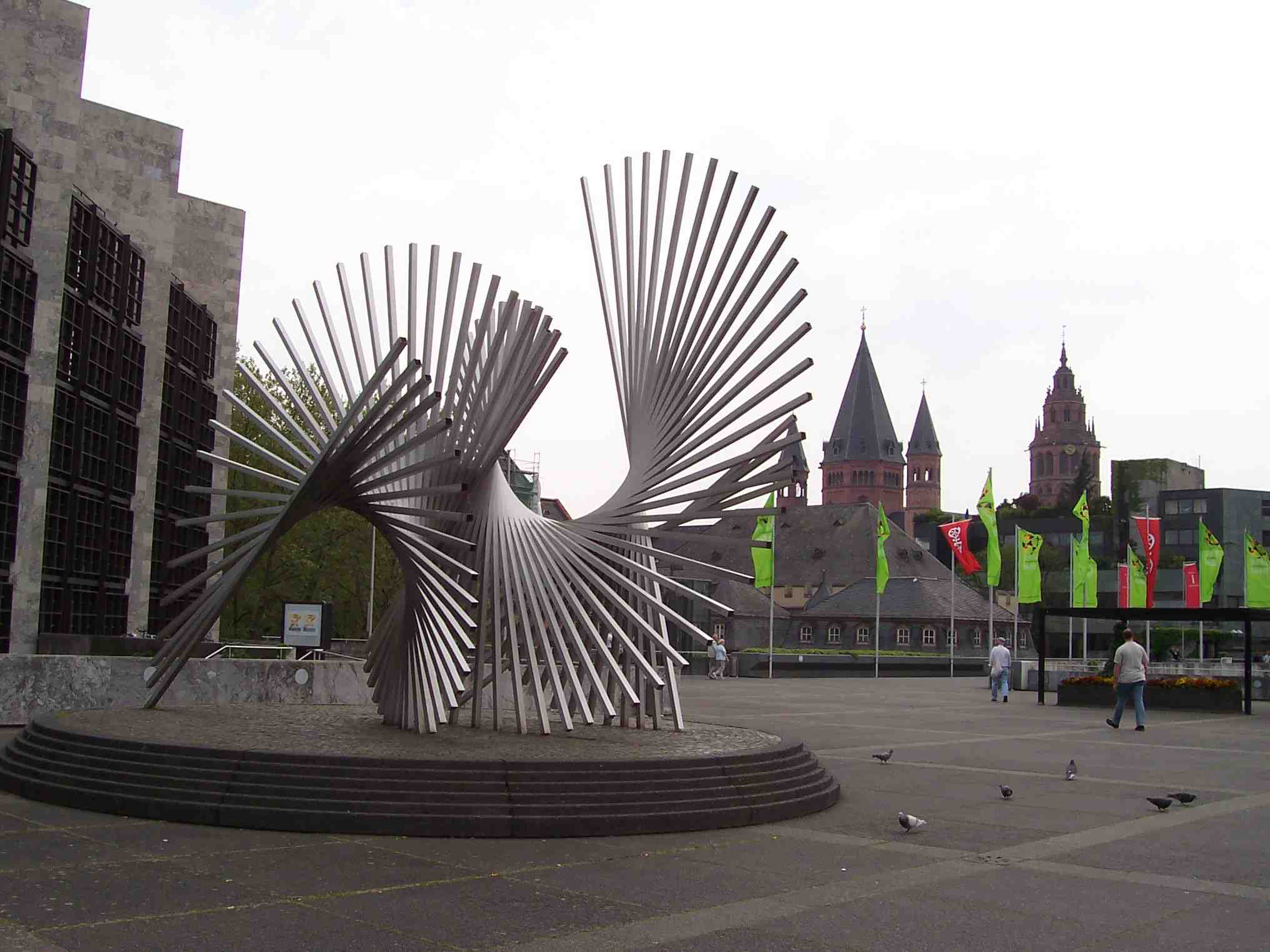
Lebenskraft (1979)
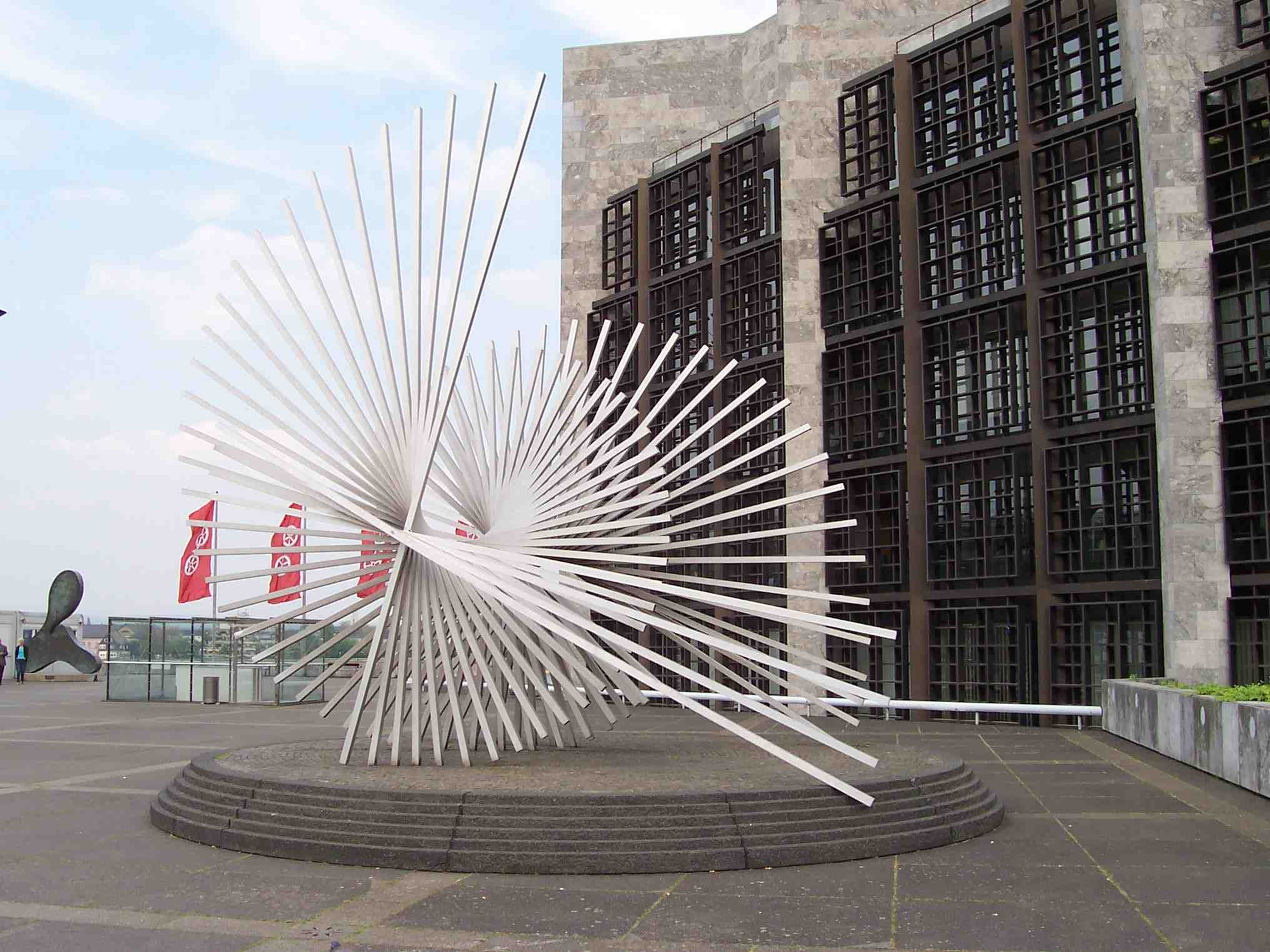
Lebenskraft (1979)
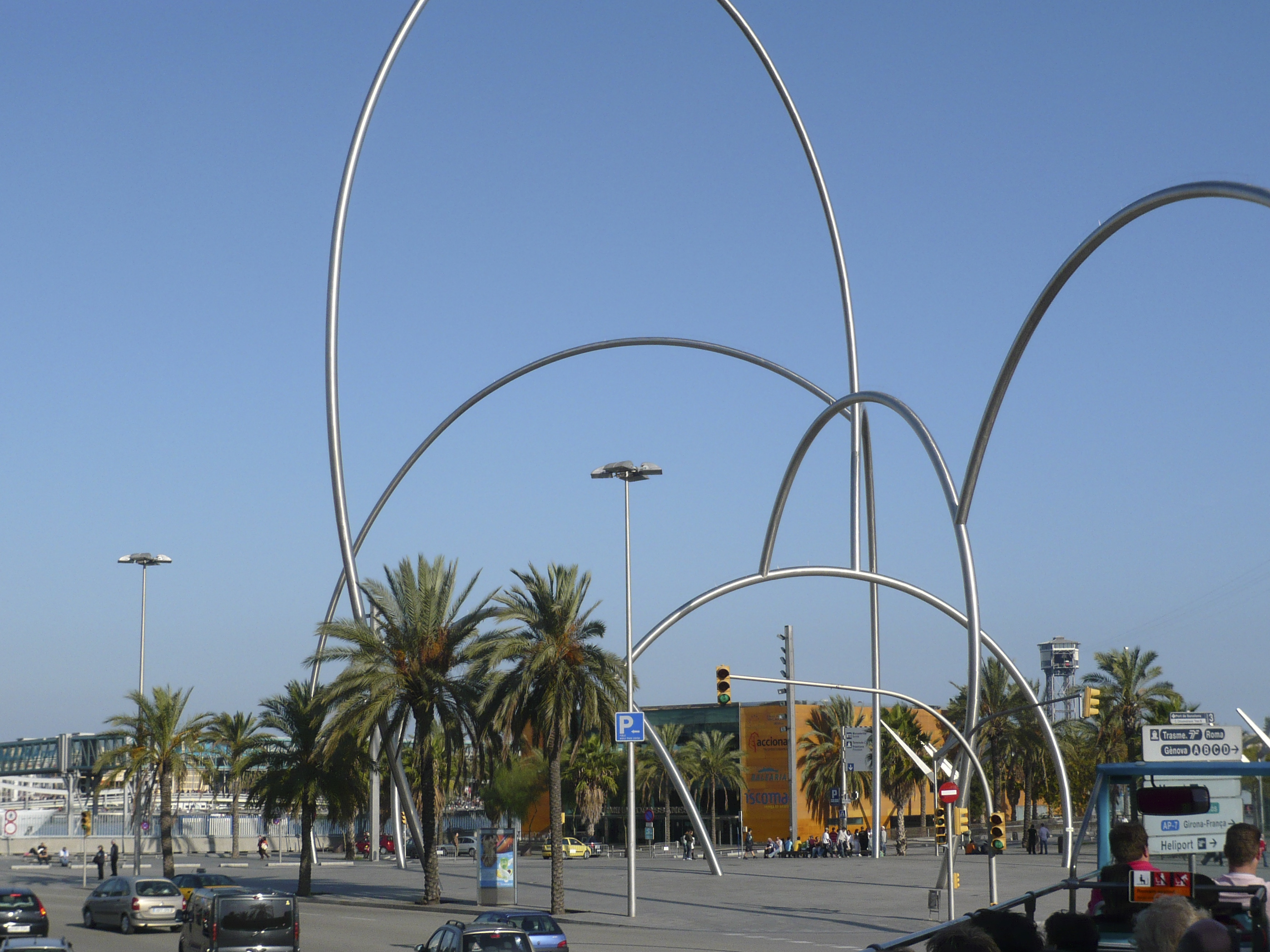
Plaça de les Drassanes, Barcelona
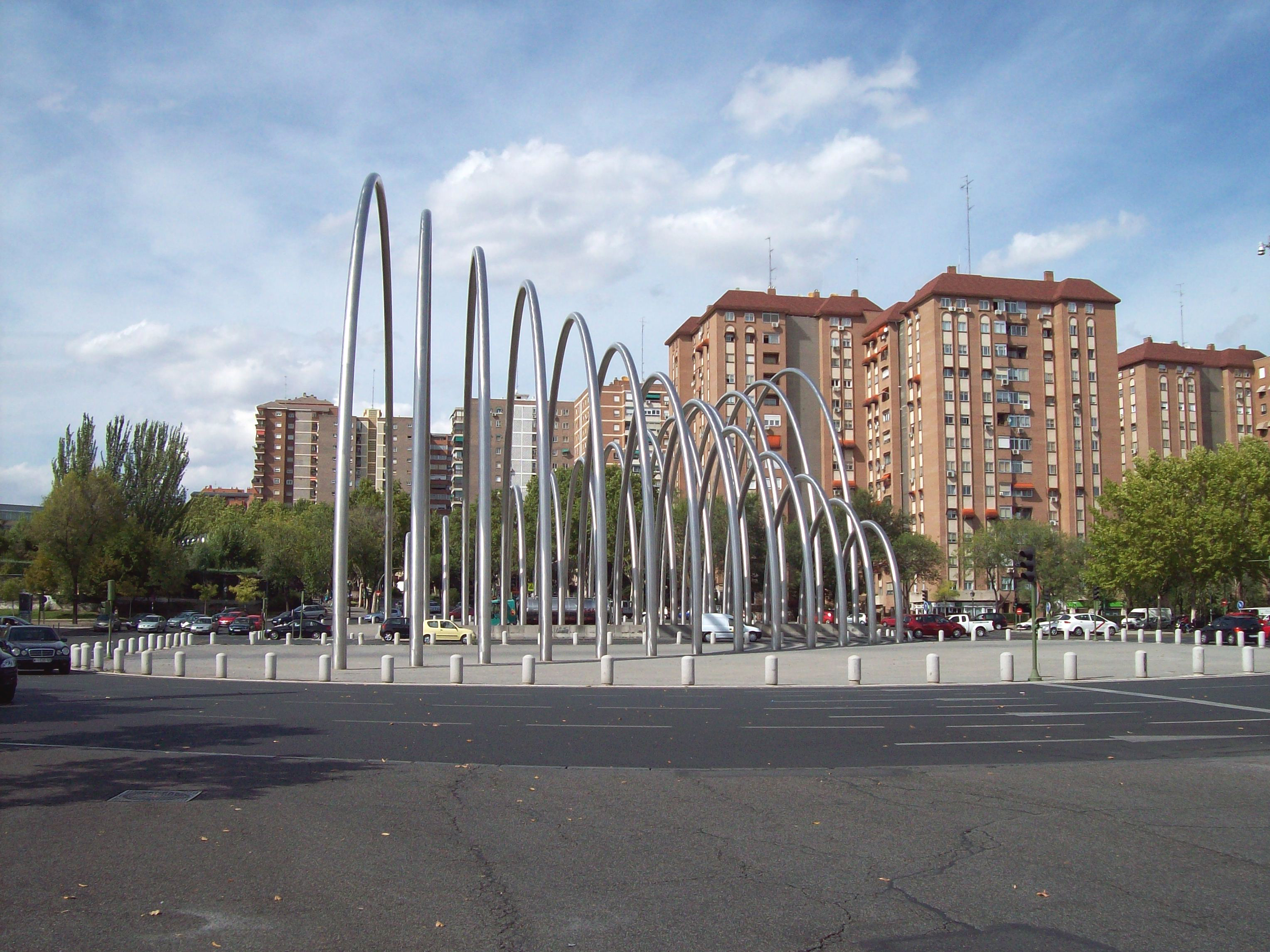
Puerta de la Ilustración (1991), Madrid
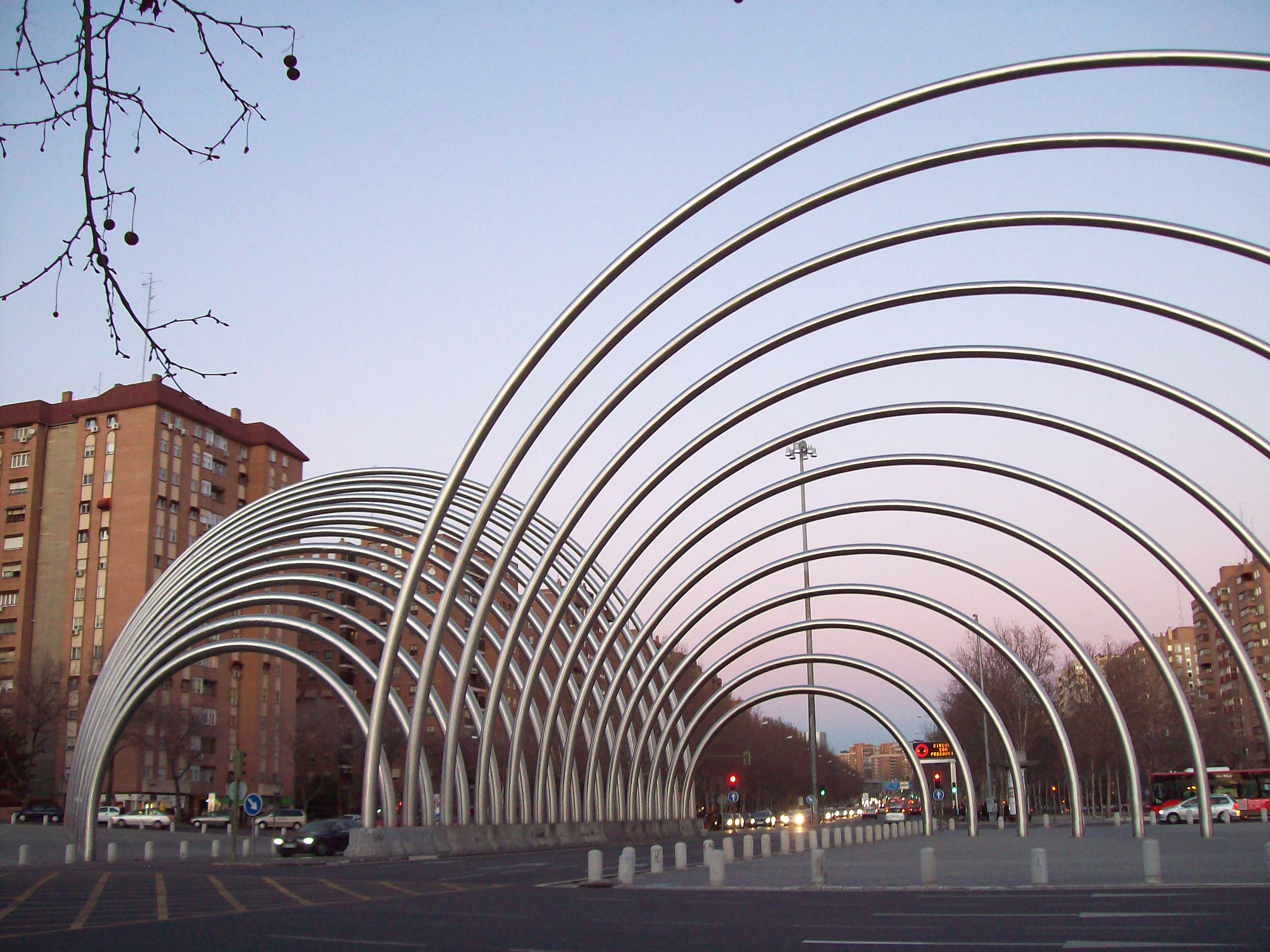
Puerta de la Ilustración (1991), Madrid
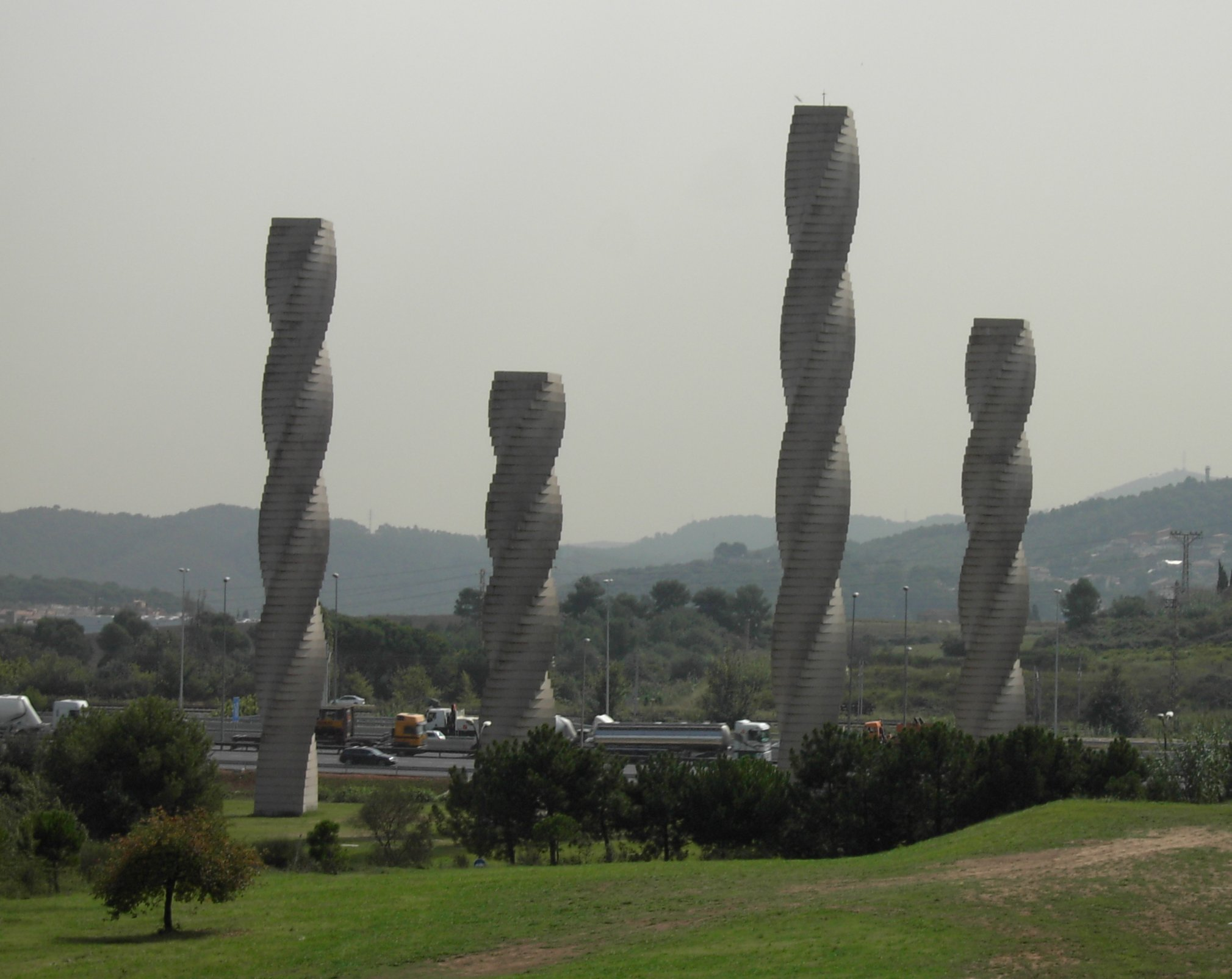
Las Columnas de la UAB (1999), Barcelona
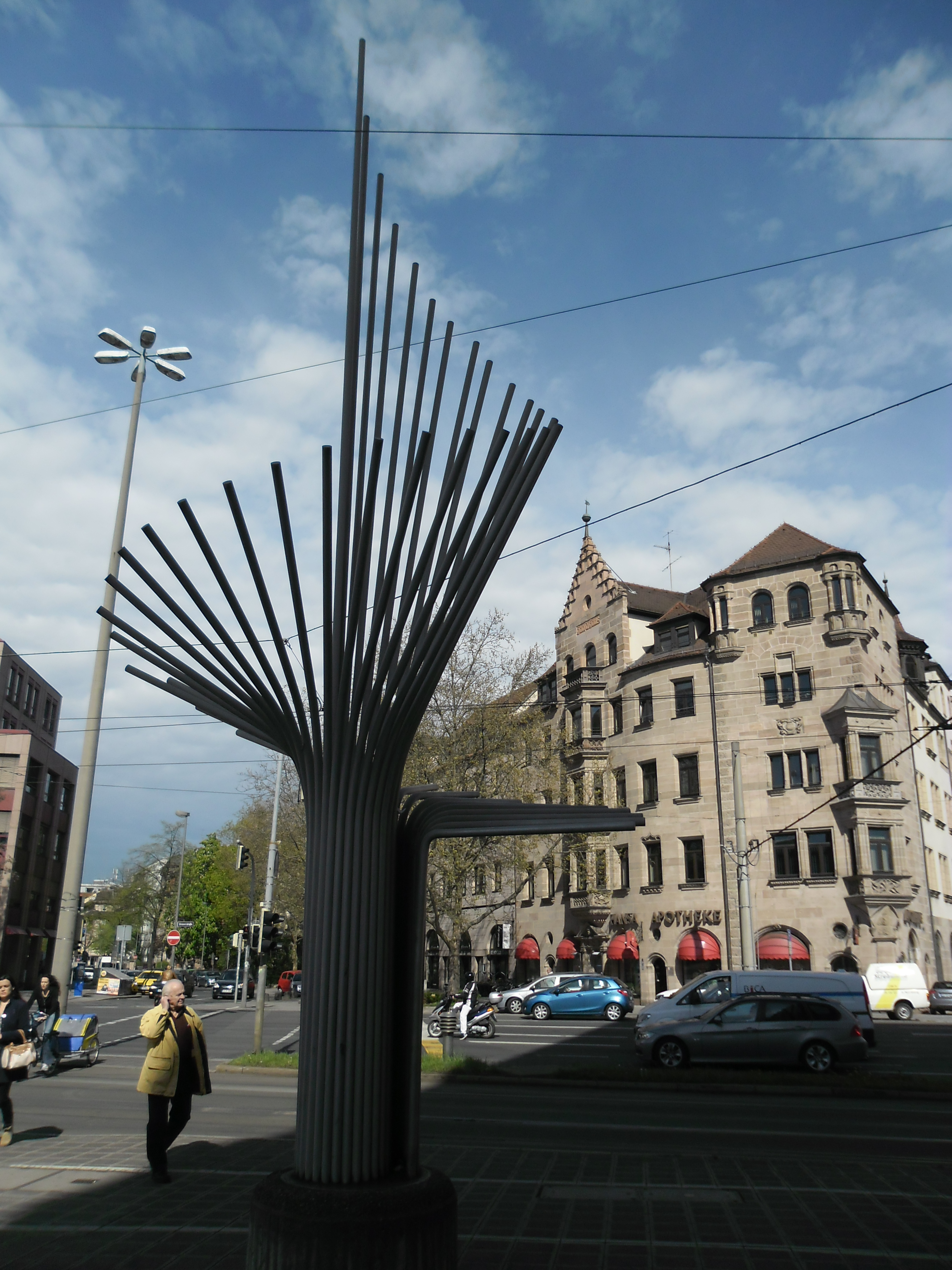
Symposion Urbanum (1971), Nürnberg
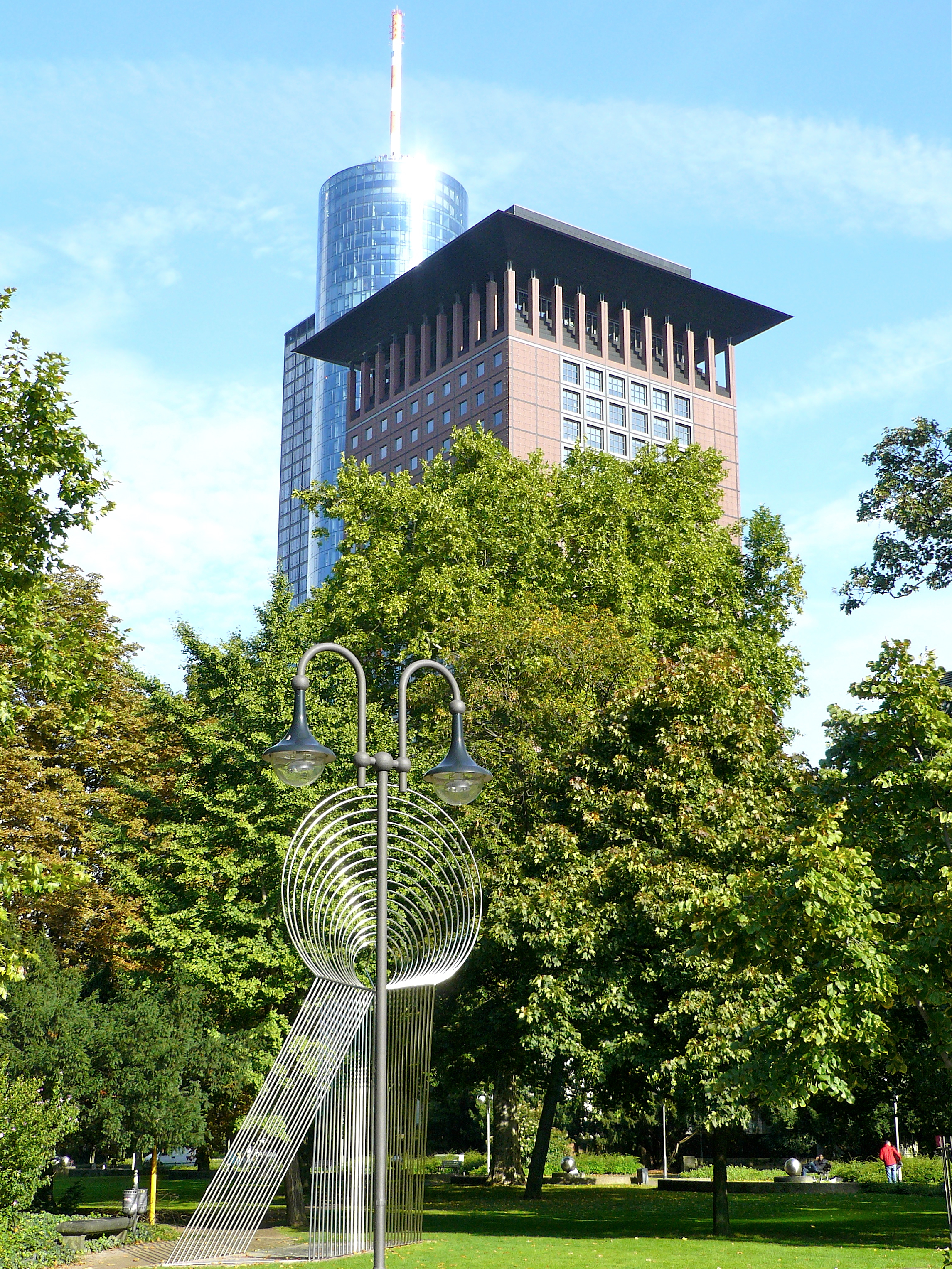
El Olimpo de Weimar (1990), Gallusanlage, Frankfurt am Main